# Tissa
Tissa (en arabe : تيسة) est une ville du Maroc. Elle est située dans la région de Fès-Meknès.

## Démographie
La majorité de la population de Tissa et de ses alentours sont issues de la tribu Hyayna, Tissa étant même leur capitale, même si depuis quelques années, des habitants de la ville issus généralement de tribus frontalières aux Hyayna ont pu immigrer dans la ville.

## Origine
Tissa portait autrefois le nom de Tissantz, terme d'origine berbère, dont la signification est lié au sel.
Les informations les plus anciennes affirment qu’il s’agit d’un ancien hameau berbère. Au début du XXe siècle, les activités étaient essentiellement l’agriculture et l’élevage.

## Géographie
Tissa est dans la province de Taounate, à mi-chemin entre Fès et Taounate sur la route N8. Tissa est à 48 km de Fès ; la route pour s’y rendre est difficile car très sinueuse à l’approche de la ville.
Le village est à la limite de la région du Rif, près de l'Oued Lebene et des montagnes du Korse.
Tissa est divisé en deux sous-ensembles, la ville haute et la ville basse. La première se trouve sur une colline, la seconde est au pied de cette même colline.
La ville haute possède sa mosquée comme la ville basse.

## Passé colonial
Le village a trouvé son essor durant la présence française. À la suite de la prise de la ville de Fès par les Français, ces derniers, souhaitant contrôler les principaux axes routiers, ont décidé de placer un camp militaire dans le village de Tissa, sur la colline voisine. Cette colline leur permettait d’avoir une vue imprenable sur la route qui, à l’époque, n’était qu’un chemin de terre. Ce chemin de terre était néanmoins stratégique car il donnait accès à la ville de Fès.
La ville haute était le lieu où habitaient les colons français, au début du XXe siècle. Ils y ont créé une église, un cimetière et nombre de bâtiments de faible hauteur. 

## Économie
Le souk a lieu le mercredi et débute très tôt le matin. ll se trouvait dans la grande place sur la route qui mène à Fès. Mais aujourd’hui il a été déplacé à la sortie de la ville.
L’axe routier principal qui traverse le centre ville, regroupe l’essentiel de la vie commerciale.
Tissa possède une mine de sel qui fait partie des éléments qui ont permis son expansion économique. Dans cette mine, les Tissaouis y travaillent de génération en génération malgré la pénibilité du métier.

## Vie culturelle
Tissa est réputé partout dans le Maroc pour son festival de la fantasia qui y a lieu au mois de novembre. Il comporte plusieurs activités : une foire, parfois un cirque, un énorme souk, et enfin le folklore officiel de la région "HAYTI",le plus important est la fantasia "TBORIDA" parce que Tissa et connu comme étant "la mère des chevaux".

## Climat
Tissa est une ville très chaude l’été avec des températures flirtant régulièrement avec les 50 °C. L’hiver y est très froid. La saison idéale est le printemps, lorsque les arbres ont fleuri et que la verdure est visible.
Il arrive durant l’été que des tornades frappent la ville. Ce phénomène climatique est très bien connu de la population.

## Architecture
Il existe trois types d’architecture.
Le premier et le plus ancien est celui des maisons en terre. Ce sont des maisons traditionnelles blanches avec un toit fait de branches et de taule. Elles ont l’avantage d’être agréables à vivre été comme hiver. Elles n’ont pas ou peu de fenêtres et sont construites autour d'un petit patio utilisé pour recevoir les gens et aussi pour préparer les repas. Leur caractère rustique tend à les faire disparaître car elles n’ont ni l’électricité ni l’eau courante et les femmes de ces maisonnées doivent se rendent au puits pour alimenter le foyer en eau.
Le deuxième type de maison est l'habitation de type colonial. Elle ressemble aux maisons françaises avec de larges fenêtres et une toiture traditionnelle. Elles se trouvent dans le Tissa Haut.
Le troisième type de construction est de type marocain, et constitue l’essentiel de la ville actuelle. Il s’agit de petits bâtiments avec un étage et une terrasse au sommet qui possèdent l’électricité et l’eau courante.

### Sources
- (fr)
- (en) Tissa sur le site de Falling Rain Genomics, Inc.